# Moth into Flame
Moth into Flame — второй сингл американской группы Metallica из десятого студийного альбома Hardwired...To Self-Destruct. Песня впервые прозвучала вживую в ночном клубе Нью-Йорка Webster Hall 27 сентября 2016 года, в 30-ю годовщину смерти бывшего басиста группы Клиффа Бёртона.

## Музыкальный клип
Музыкальный клип был выпущен 26 сентября 2016. Его режиссёром стал Том Кирк, ранее работавший с британской рок-группой Muse. В клипе группа играет под лампочками. На некоторых кадрах показан полёт мотыльков.

## Предпосылка
Джеймс Хэтфилд заявил, что Эми Уайнхаус послужила вдохновением для написания песни после того, как он посмотрел документальный фильм «Эми» 2015 года: «Эта песня была в некоторой степени вдохновлена документальным фильмом «Эми». После просмотра мне было очень грустно, что такой талантливый человек поддался славе. Но в какой-то степени я вижу, как этот менталитет отражается в повседневной жизни».

## Список композиций
| №  | Название          | Длительность |
| -- | ----------------- | ------------ |
| 1. | «Moth into Flame» | 5:50         |

## Участники записи
- Джеймс Хетфилд — гитара, вокал
- Кирк Хэмметт — соло-гитара
- Роберт Трухильо — бас-гитара
- Ларс Ульрих — ударные

## Позиции в чартах
| Чарт (2016)                                  | Позиция |
| -------------------------------------------- | ------- |
| Канада (Billboard)                           | 43      |
| Канада (Billboard Rock)                      | 23      |
| Франция (SNEP)                               | 200     |
| Венгрия (Single Top 40)                      | 15      |
| Мексика (Billboard)                          | 32      |
| Шотландия (OCC)                              | 86      |
| Швеция (Sverigetopplistan)                   | 91      |
| Великобритания Rock & Metal (OCC)            | 8       |
| США (Billboard Hot Rock & Alternative Songs) | 15      |
| США (Billboard Rock & Alternative Airplay)   | 15      |